# 5. Westfälisches Infanterie-Regiment Nr. 53
Das 5. Westfälische Infanterie-Regiment Nr. 53 war ein Großverband der Preußischen Armee.

## Geschichte
Durch Befehl des Armeeoberkommandos vom 5. Mai 1860 wurde das Regiment als 13. kombiniertes Infanterie-Regiment aus den drei Landwehr-Stamm-Bataillonen Münster, Borken und Warendorf gebildet und musste von 1866 bis 1897 mehrmals einige Kompanien an verschiedene Regimenter abgeben. Von 1860 bis 1866 gehörte es zur 25. Infanterie-Brigade im westfälischen Münster und zur ebenfalls in Münster stationierten 13. Division. Diese war Teil des VII. Armee-Korps mit Sitz in Münster.
Nach dem Deutschen Krieg wurde das Regiment der 28. Infanterie-Brigade in Wesel am Niederrhein unterstellt, die zur 14. Division gehörte und dem VII. Armee-Korps Münster unterstand. Von 1871 bis 1892 unterstand das Regiment wieder der Formation wie 1860–1866. Von 1892 bis zum Ersten Weltkrieg wurde das Regiment der 27. Infanterie-Brigade in Düsseldorf (ab 1895 Köln), die zur dort stationierten 14. Division gehörte, unterstellt.
Im Rahmen der Mobilmachung musste das Regiment am 2. August 1914 ein Ersatz-Bataillon zu 4 Kompanien sowie zwei Rekruten-Depots aufstellen. Mit Kriegsbeginn wurde der gesamte Truppenverband der 2. Armee unterstellt.
Kurz vor dem Ende des Krieges erhielt das Regiment eine Minenwerfer-Kompanie, die aus Teilen der Minenwerfer-Kompanie 50  gebildet wurde.

### Kampfhandlungen, Gefechte, Schlachten

#### Deutsch-Dänischer Krieg 1864
Im Deutsch-Dänischen Krieg war das Regiment an der Erstürmung der Düppeler Schanzen mit dem Ort Rackebüll am 18. April 1864 beteiligt.

#### Deutsch-deutscher Krieg
Im Deutsch-deutschen Krieg kämpfte es bei Dermbach, Kissingen, Laufach, Aschaffenburg, Tauberbischofsheim, Gerchsheim und Würzburg.

#### Deutsch-Französischer Krieg
Im Deutsch-Französischen Krieg 1870/1871 kämpfte das Regiment bei Colombey-Nouilly, Bois de Vaux, Gravelotte-St. Privat, Metz, Noisseville, Mercy le Haut, Diedenhofen, Montmédy und Longwy, Mezières, Nouzon, Rimogne, Biviers-Guyon, Langres, Brennes, Dannemarie, Belesmes.

#### Erster Weltkrieg 1914 bis 1918
Im Ersten Weltkrieg war die Brigade beteiligt.

##### 1914
- 9.–16. August Eroberung von Lüttich
- 13. August Embourg
- 15. August Einnahme der Forts Lantin, Boncelles, Loncin.
- 21. August Gefecht bei Obaix
- 22. August Gefecht bei L’Allue – Piéton
- 23./24. August Schlacht bei Namur
- 25. August Verfolgungskämpfe bei Solre le Château
- 27. August Gefecht bei Catillon
- 9.–30. August Schlacht bei St. Quentin
- 6.–9. September Schlacht am Petit-Morin
- 12. September – 4. Oktober Kämpfe bei Reims
- 5.–13. Oktober Schlacht bei Arras
- 13. Oktober – 13. Dezember Stellungskämpfe in Flandern und Artois
- 15.–24. Dezember Dezemberschlacht in Französisch-Flandern

##### 1915
- bis zum 8. Mai Stellungskämpfe in Flandern und Artois
- 9. Mai – 23. Juli
- 24. Juli – 24. September Stellungskämpfe in Flandern und Artois
- 25. September – 13. Oktober Herbstschlacht bei La Bassée und Arras
- 14. Oktober – 26. März 1916 Stellungskämpfe in Flandern und Artois

##### 1916
- 5. Juni – 9. September Schlacht um Verdun
- 9. September – 31. März 1917 Stellungskämpfe vor Verdun
- 28. Dezember Schlacht auf dem „Toten Mann“

##### 1917
- 28. Mai – 23. Oktober Stellungskämpfe am Chemin des Dames
- 25.–26. Juli Erstürmung der französischen Stellungen auf dem Chemin des Dames von Cerny bis zur Hurtebise-Ferme
- 23. Oktober Schlacht bei Chavignon
- 24. Oktober – 2. November Nachhutkämpfe an und südlich der Ailette
- 5. November – 29. Januar Stellungskämpfe vor Verdun: bei Richecourt, Seichprey und Flirey

##### 1918
- 25. März – 6. April Große Schlacht in Frankreich
- 6. April – 27. Mai Kämpfe an der Ancre, Somme und Avre
- 27. Mai – 13. Juni Schlacht bei Soissons und Reims
- 14. Juni – 4. Juli Stellungskämpfe zwischen Oise, Aisne und Marne
- 5. Juli – 17. Juli Stellungskämpfe westlich Soissons
- 18.–25. Juli Abwehrschlacht zwischen Soissons und Reims
- 26. Juli – 3. August Bewegliche Abwehrschlacht zwischen Marne und Vesle
- 17.–30. August Abwehrschlacht zwischen Oise und Aisne
- 30. August – 25. September Stellungskämpfe bei Reims
- 26. September – 17. Oktober Abwehrschlacht in der Champagne und an der Maas
- 18.–20. Oktober Kämpfe in der Hundingstellung
- 20. Oktober – 4. November Kämpfe vor und in der Hermannstellung
- 5.–11. November Rückzugskämpfe vor der Antwerpen-Maas-Stellung
- 11. November Waffenstillstand an der Westfront
- 12. November Beginn der Räumung des besetzten Gebiets. Rückmarsch in die Heimat.

### Regimentschefs
- 4. Dezember 1864 bis 15. Juni 1888: General der Infanterie / Generalfeldmarschall Kronprinz Friedrich Wilhelm von Preußen
- 5. September 1893: Viktoria Prinzessin Adolf zu Schaumburg-Lippe

### Regimentskommandeure
| Name                            | Datum              |
| ------------------------------- | ------------------ |
| Gustav Freiherr von Buddenbrock | 8. Mai 1860        |
| Paul von Kamenke                | 25. Juni 1863      |
| Udo von Tresckow                | 3. Juli 1864       |
| Rudolph von Manteuffel          | 8. Juli 1866       |
| Moritz von Gerstein-Hohenstein  | 10. Oktober 1868   |
| Eugen von Olszewski             | 18. Juli 1872      |
| Hans von Kaltenborn-Stachau     | 14. Mai 1878       |
| Hugo von Wentzell               | 20. September 1881 |
| Carl Hencke                     | 3. März 1887       |
| Bodo Freiherr von der Horst     | 1. Januar 1890     |
| Max Steinmann                   | 18. April 1983     |
| Hermann von Randow              | 22. April 1897     |
| Arthur von Houwald              | 16. Juni 1900      |
| Gustav von Blankenburg          | 24. April 1904     |
| Hinko Freiherr von Lüttwitz     | 18. November 1905  |
| Paul Reichenau                  | 21. Dezember 1909  |
| Hermann von Buchka              | 5. März 1913       |
| Ernst von Eschwege              | 20. Mai 1913       |
| Georg Johow                     | 25. August 1914    |
| Bernhard Fabarius               | 15. Oktober 1914   |
| Hans von Troilo                 | 20. Dezember 1914  |
| Ralf von Rango                  | 30. März 1919      |